# Michel Coignet
Michel Coignet, auch Michiel, (* 1549 in Antwerpen; † 24. Dezember 1623 ebenda) war ein flämischer Instrumentenmacher und Militäringenieur, Mathematiker und Kartograph beim Regenten der spanischen Niederlande Albrecht VII. von Habsburg. Er hatte dort eine ähnliche Position wie zur selben Zeit Simon Stevin bei Moritz von Oranien.
Coignet übernahm 1572 nach dem Tod seines Vaters Gilles dessen Instrumenten-Werkstatt in Antwerpen. Er erfand verschiedene Instrumente und korrespondierte mit Galileo Galilei (ab 1588), Gerhard Mercator, Godefroy Wendelin, Ludolph van Ceulen und Fabrizio Mordente, den er kennenlernte, als dieser 1584 in Antwerpen war. Unter anderem erfand und beschrieb er Instrumente, die Funktionen ähnlich dem Proportionalzirkel erfüllte, dessen Erfindung Giovanni Camillo Gloriosi 1610 ihm und nicht Galilei zuschrieb, der aber vor allem dem mit Coignet befreundeten Mordente zugeschrieben wird. Er verteilte die Rechen-Funktionen auf mehrere Stäbe und beschrieb die Instrumente in mehreren Traktaten: die reigle platte (Traté de Sinus 1610), Pantometrische Skalen (De regulae pantometae 1612)- von ihm in den 1580er Jahren eingeführt – und über Proportionalzirkel (El uso del compas proportional, 1618). Er konstruierte auch verschiedene Uhren für Antwerpen.

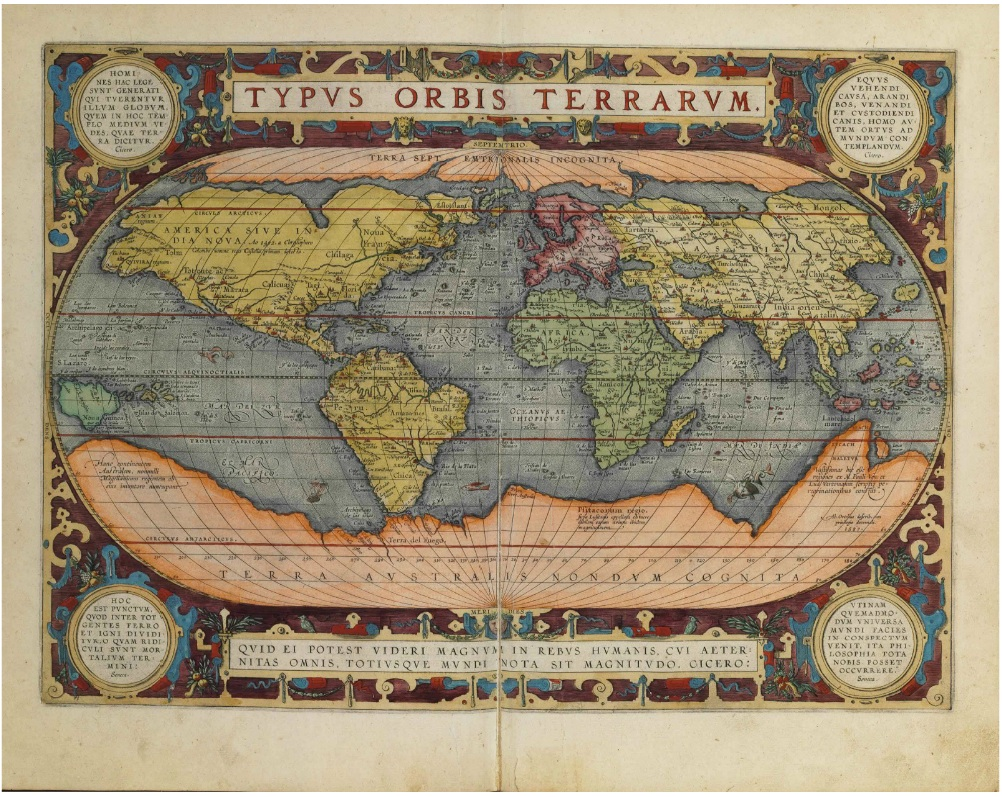
Theatrum orbis terrarum, herausgegeben von Michel Coignet, Antwerpen, 1612

1580 veröffentlichte er ein Traktat über Navigation (Nieuwe Onderwijsinghe, französische Ausgabe 1581, finanziert und herausgegeben von Gillis Hooftman, einem Antwerpener Handelsmann, Bankier und Reeder), in der er auf die Möglichkeit der Längenbestimmung auf See mit mitgeführten Uhren hinwies (ursprünglich von Gemma Frisius). Außerdem beschrieb er einige von ihm neu erfundene Instrumente wie die Nautische Hemisphäre. Er schrieb auch einen Kommentar zu einer Ausgabe der Weltkarten von Abraham Ortelius (Epitome theatri orbis terrarum d´Ortelius, 1601) und eine mathematische Einführung zu Speculum orbis terrarum von Cornelis de Jode.
Er stand als Mathematiker bei seinen Zeitgenossen in hohem Ansehen (zum Beispiel wird er von Adriaan van Roomen gelobt) und unterrichtete auch darin, unter anderem auf dessen Europareise Marinus Ghetaldus und im Auftrag des Erzherzogs dessen Offiziere. Ghetaldus reiste danach nach Paris weiter, wo er Coignet 1600 in einem Brief vom 15. Februar über den Mathematiker Francois Viète unterrichtete. Er war wahrscheinlich ein Schüler von Valentin Mennher, dessen Bücher er nach dessen Tod 1570 in Neuauflagen herausgab.
Ab 1596 arbeitete er für den Erzherzog Albrecht an Festungen entlang der Schelde. Er nahm an den Belagerungen von Hulst 1598 und Ostende 1602 bis 1604 teil. Nach Entlassung aus dem Dienst erhielt er eine Pension. Die Erzherzogin Isabella wollte seine Werke veröffentlichen lassen, was sich aber zerschlug.
1606 heiratete er nach dem Tod seiner ersten Frau erneut und hatte aus zweiter Ehe vier Kinder.

## Literatur

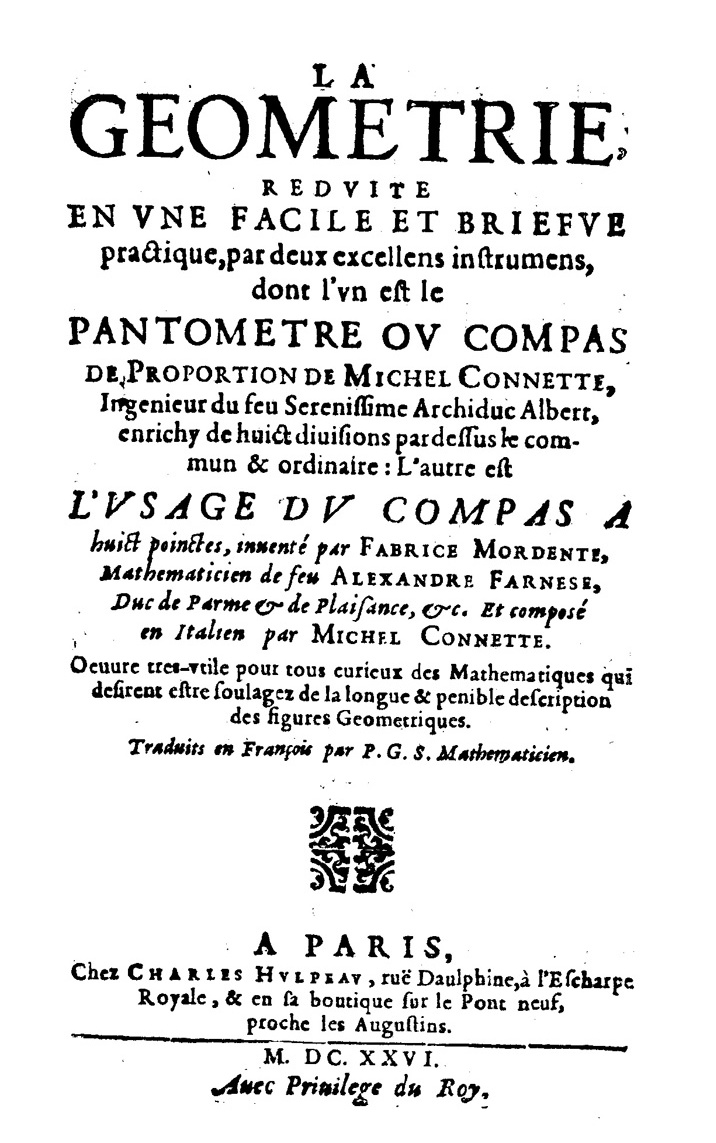
Géometrie reduite en une facile et briefve practique par deux excellens instrumens, 1626